# París-Roubaix 1951
La 49.ª edición de la París-Roubaix tuvo lugar el 8 de abril de 1951 y fue ganada por el italiano Antonio Bevilacqua. 

## Clasificación final
|    | Ciclista            | Equipo             | Tiempo     |
| -- | ------------------- | ------------------ | ---------- |
| 1  | Antonio Bevilacqua  | Benotto            | 6h 07' 14" |
| 2  | Louison Bobet       | Stella-Dunlop      | + 1' 32"   |
| 3  | Rik van Steenbergen | Girardengo         | m. t.      |
| 4  | André Declerck      | Bertin             | + 2' 05"   |
| 5  | Jean Gueguen        | Mercier-Hutchinson | + 2' 20"   |
| 6  | Raymond Impanis     | Alcyon-Dunlop      | m. t.      |
| 7  | Bernard Gauthier    | Mercier-Hutchinson | m. t.      |
| 8  | Lionel van Brabant  | Mercier-Hutchinson | m. t.      |
| 9  | Maurice Diot        | Mercier-Hutchinson | + 2' 59"   |
| 10 | Ferdi Kubler        | Tebag              | m. t.      |